# Закон Фатіха
Закон Фатіха — османський закон про престолонаслідування, що з'явився завдяки одному з найвідоміших і успішніших султанів Османської імперії, Мехмеду II (роки правління 1444-1446, 1451-1481). 
Відповідно до цього закону султан після сходження на престол мав право страчувати своїх братів.

## Історія
Епітет «Фатіх», тобто Завойовник, йому було дано підданими і нащадками як визнання видатних заслуг по розширенню території імперії. 
Однак велич завойовника вимірюється не тільки масштабом підкорених ним земель або кількістю вбитих ворогів. У першу чергу це турбота про те, щоб зберегти завойоване і перетворити його в могутню й квітуч державу. Мехмед II Фатіх після багатьох перемог замислився про те, як забезпечити імперії стабільність в майбутньому. У першу чергу для цього потрібна була проста й чітка система успадкування влади. До того моменту вже був вироблений один з механізмів. Полягав він в принципі, на якому будувалося життя султанського гарему — «одна наложниця — один син». Султани рідко вступали в офіційний шлюб, зазвичай дітей їм народжували наложниці. Щоб одна наложниця не отримувала занадто багато впливу й не починала інтриг проти синів від інших наложниць, вона могла мати від султана лише одного сина. Після його народження її більше не допускали до інтимної близькості з повелителем. Більш того, коли син досягав більш-менш дорослого віку, його призначали намісником в одну з провінцій — і мати мала його супроводжувати.
Проте, складності з успадкуванням престолу все одно залишалися — султани не були обмежені в кількості наложниць, так що й синів у них могло бути чимало. З урахуванням того, що кожен повнолітній син міг розглядатися повноправним спадкоємцем, боротьба за майбутню владу нерідко починалася ще до смерті султана. Крім того, навіть отримавши владу, новий султан не міг бути повністю спокійний, знаючи, що його брати здатні в будь-який момент вчинити заколот. Сам Мехмед II, прийшовши до влади, вирішив це питання просто і радикально — він убив зведеного брата, потенційного суперника в боротьбі за владу. А потім видав закон, відповідно до якого султан після сходження на престол мав право страчувати своїх братів заради збереження стабільності держави і щоб уникнути майбутніх заколотів.

### Закон «у дії»
Закон Фатіха в Османській імперії формально діяв протягом більш ніж чотирьох століть, до кінця існування султанату, скасованого в 1922 році. Не варто робити з Мехмеда II нелюда, який нібито в обов'язковому порядку заповідав своїм нащадкам нещадно знищувати всіх братів. Закон Фатіха не говорив про те, що кожен новий султан зобов'язаний умертвляти своїх найближчих родичів. І багато султанів не вдавалися до подібних радикальних заходів. Однак цей закон давав главі імперії право за допомогою «кровопускання» забезпечити політичну стабільність всієї держави. До речі, цей закон не був жорстокою примхою султана-маніяка: його схвалили юридичні та релігійні авторитети Османської імперії, котрі вважали, що такий захід виправданий і доцільний. Закон Фатіха нерідко застосовувався султанами Османської імперії. Так, під час сходження на трон 1595 султан Мехмед III наказав убити 19 братів. Втім, останній випадок застосування цієї надзвичайної юридичної норми стався задовго до падіння імперії: 1808 року, коли прийшов до влади Махмуд II й наказав убити брата, попереднього султана Мустафу IV.